# 中国神話

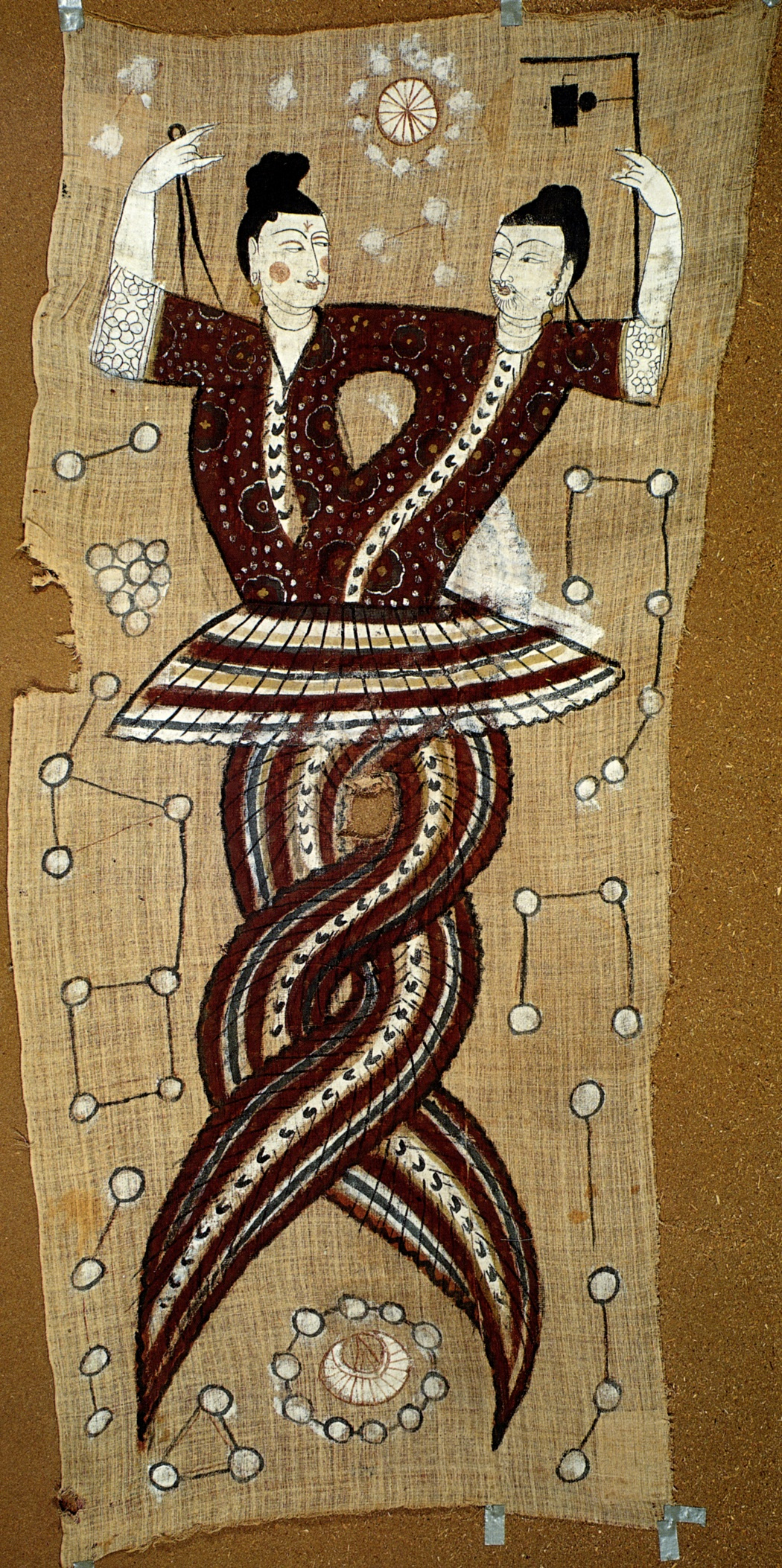
女媧と伏羲

中国神話（ちゅうごくしんわ）とは、中国に伝わる神話である。主に漢民族に伝わるものを指すが、広義には中国に住む少数民族の伝説や中国人が神にしようとした人間・概念の話も含まれる。

## 概要
伝説や歴史や宗教の集合体で、口伝、寓話、儀式、舞踏、戯曲、書物などの形で残されている。古国時代（伝説時代）とも呼ばれる夏朝以前の歴史の一部を伝えるものでもある。主に伝わっているのは、黄河の下流域にある黄河文明・中原の歴史と神話であるが、黄河文明以外の中国文明である長江文明、遼河文明、少数民族などにも異なる神話が残っており、狩猟地域では狩猟の神、農耕地域では農耕の神が祀られ、神話によっては狩猟生活から農耕へ移行したことを伝えるものもあるなど文化ごとの歴史的特色がみられる。
中国の古代神話研究の第一人者である袁珂は、それまで複数の文献資料に断片的に残っていた中国神話をまとめ上げて、体系化した。これにより、中国神話研究の利便性が向上し、今後の中国神話研究者や中国神話について知りたいという人たちが、容易に中国神話の全貌を理解し、出典へのアクセスも格段に容易となった。
また、袁珂は中国神話の全貌を認識するためには、視野を拡大し、「神話」を広義に理解する必要があるとの見解を示している。そして、様々な歴史的な時期に随時新しい神話が生まれることを認めることが重要であるとしている。
例に挙げると、明代に成立した『西遊記』や『封神演義 』に登場する神仙には、西王母や女媧といった古くから信仰されていた神仙が登場するが、孫悟空といった本書が初出の神仙も信仰対象となるケースが存在する。関羽の神格化も、この袁珂の提唱する広義の神話に含まれるものと言える(詳細は関羽の記事を参照)。
そのほかに、福禄寿喜財などの概念を道教では福星、禄星、寿星、喜神、財神といった形で崇め、日本には福禄寿の形で伝わった。

## 日本における中国神話研究
日本における中国神話研究は、資料も少なく断片的であるため、中国神話学も発達していない。中国神話に関して、史書の多くが神話時代を扱わないため「神話なき国」とされがちであったとしている。中国文化学者の伊藤清司は、「中国の神話は古文献の行間に断片的に散見するのみ」と述べており、その理由として「紙を発明して歴史や政治の記録資料が豊富な中国で神話の資料や遺産が少ないのは極めて不思議なことだが、当時の知識人の熱量が神話より当時の政治・戦争情勢などの問題を解決する方に向いていたことによる」という見解を示している。また、中国の思想書である『論語』には、「怪力乱神を語らず」とあり、君子は怪力乱神などの怪しい情報を語ることはないとしたことも影響しているとみる人もいる。
古典資料としては『山海経』、『水経注』、『書経』、『九歌』、『史記』、『礼記』、『楚辞』、『呂氏春秋』、『国語』、『春秋左氏伝』、『淮南子』などで体系的ではないにしろ、漢民族の神話を垣間見ることができる。ただし、これら全てが漢民族本来の伝承であったか、さまざまな民族の干渉や逆に他民族の伝承由来であるかは定かではなく、中国神話学の重要な課題と考えられている。古典以外の資料では、道教や仏教などの影響を受けた著者による改竄もみられる。

## 分類
中国の古代神話研究の第一人者である袁珂は、中国神話に含めるべきものを九つに分類したが、そのうち重要なものを神話・伝説・仙話・歴史としている。
同時に、これらは明確に区別すべきではないこと、そして古代の口承の伝説においては、それらは実際には互いに包摂し合っており、区別できないとも述べている。
- 神話 - 自然現象や災害や不思議なことを合理的に説明する自然崇拝としての竜王や雷神などの形で崇めた。当時の社会生活や古代宗教の巫術のイメージから神が作られたもの。
- 伝説 - 現実の話などが誇張や改変されて伝わったもので、大抵は現実世界の法則からは外れない。
- 仙話 - 神話の変形で神仙故事とも言う。道教に登場する仙人たちの話で、もとの神話や伝説に登場する人間や神を道教の仙人として取り入れたケースもみられる。
- 歴史 - もともと歴史であるのに神話的な性格を付与されている神話化された歴史と、もともと神話であるのにのちに歴史化されたものが含まれる。

昔のひとは、これらを想像力や中国の民俗宗教、儒教、仏教、道教などの影響を受けて変化・発展させた。世界を切り開き死骸で世界を作った盤古は、道教に取り入れられ元始天王（元始天尊）と呼ばれ、太元玉女（太元聖母）を妻とし、天皇を子とした。

## 構成
主なもの。
天地開闢の時代
盤古 女媧 伏羲 が登場する。
盤古は、混沌の中で生まれた。その後、身長が1日ごとに伸び、その成長と共に天地が分かたれた。別の伝説によれば、斧などで切り開いたという話もある。やがて盤古は死に、その死骸は山や海や川や太陽になった。
女媧は、始めは黄土から自分を真似て人を作った。その後に縄と泥から人間を作り黄土でできた人間と泥でできた人間が混血した。現代人の能力に優劣があるのはこのためとされる。
女媧の兄妹または夫婦と目される伏羲は、古代世界においてさまざまな文化をはじめてつくった存在であり、書契や八卦を定め、家畜飼育・調理法・漁撈法・狩り・鉄製を含む武器の製造を開発し、婚姻の制度を定めた。
黄炎の時代
神農（炎帝）蚩尤 黄帝 蒼頡 有巣氏 燧人氏 少昊 太昊 顓頊
黄帝と蚩尤が戦争し、黄帝が勝利した。黄帝は中国とされる領域を統治し、三皇の治世を継ぎ、中国を統治した五帝の最初の帝であるとされる。以降、夏・殷・周・秦の始祖を始め数多くの諸侯が黄帝の子孫であるとされる。
堯舜の時代
堯舜とは、中国古代の名君主堯と、その後継者の舜のことである。彼らの時代は、「堯舜の治」と呼ばれ理想化され、堯の禅譲を「堯舜禅譲」と呼ぶ。堯の父王である嚳なども、この時代区分に含まれる。
四凶（渾敦 饕餮 窮奇 檮杌）  四罪（共工 鯀 驩兜 三苗）
羿禹の時代
羿 禹 鯀 益
羿は中国神話最大の英雄とされる。堯の時代に天帝である帝夋と妻の羲和の間の太陽となる10人の息子が空にいっぺんに現れた。灼熱地獄となった地上を救うため、天から派遣された羿は1つを残して9の太陽を射落とした。これにより地上は再び元の平穏を取り戻した。その後も羿は、各地で人々の生活をおびやかしていた数多くの悪獣（窫窳、鑿歯、九嬰、大風、修蛇、封豨）を退治し、人々にその偉業を称えられ、英雄とあがめられた。
相柳
殷周時代
昊天上帝
昊天上帝は中国神話における至高神で、「天」そのものを神格化した非人格的存在であり、宇宙の根源的な意志と解される。殷周時代から国家祭祀の最高対象となり、後世の玉皇大帝信仰と習合した面を持つ。
秦漢時代
始皇帝
中国神話が仙話へと変容する分水嶺，秦漢期を「神話の世俗化」と「仙話の制度化」が並行した時代と定義し。神仙思想の浸透や歴史化の傾向を指摘。例えば、『史記』に記される黄帝の伝説や、秦の始皇帝が求めた「不老不死」の仙話を、黄帝や西王母が「不老不死」の象徴として再定義された，神話と歴史の交差点として分析した。
漢代以降、このような歴史人物と神話人物を兼ね備えた存在は明らかに衰えていった。漢代の高祖・武帝・文翁・光武帝、六朝期宋代の劉裕、唐代の魏徴・玄宗皇帝、宋代の太祖・明代の朱元璋らにも多かれ少なかれ神話的要素は付随しているが、彼らを「神話的人物の性格を兼ね備えている」と言うのは誇張に過ぎよう。したがって、彼らに関する神話的な断片（中には封建的な迷信に関わるものもある）については、ここでは省くこととする。（袁珂『中国神話史』より）
神仙
西王母 祝融
その他
牛郎 織女 嫦娥 天女散花 精衛填海
海外三十六国